# Circuito del caudado
El circuito del caudado es una vía de conexiones nerviosas del sistema nervioso central que cumple un papel fundamental en las acciones motoras que se llevan a cabo por el pensamiento, también llamado control cognitivo de la actividad motora.

## Mecanismo
El núcleo caudado recibe conexiones desde las áreas de asociación de la corteza cerebral, de aquí se transmiten hacia el globo pálido interno, luego a los núcleos talámicos, y finalmente a las áreas prefrontal, premotora y motora suplementaria de la corteza sin acceder a la corteza motora primaria. Las señales acceden a las zonas de la corteza que se ocupan de reunir patrones secuenciales de movimiento.